# Liste d'écrivains ougandais
Cette liste recense les écrivains ougandais :

## A
- Judith Adong (en), dramaturge, cinéaste.

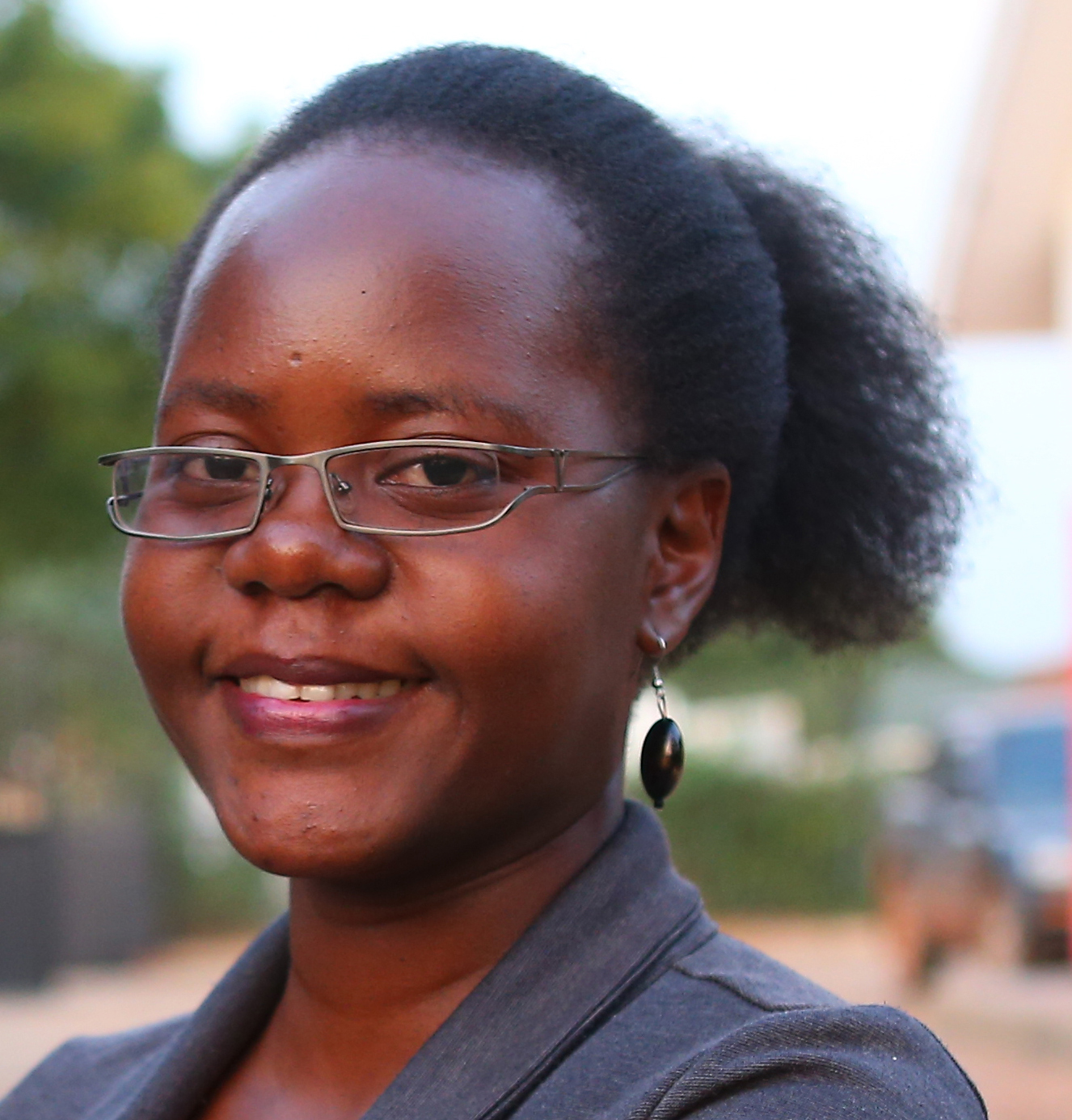
Harriet Anena

- Grace Akello, (1950–), poète, essayiste, folkloriste et politicien.
- Harriet Anena, conteuse, poète, journaliste.
- Apolo Kagwa (en) (1864–1947), premier-ministre du Buganda
- Monica Arac de Nyeko (1979–), conteuse, poète et essayiste.
- Asiimwe Deborah GKashugi (en), dramaturge
- Lillian Aujo (en), poète, conteur.

## B

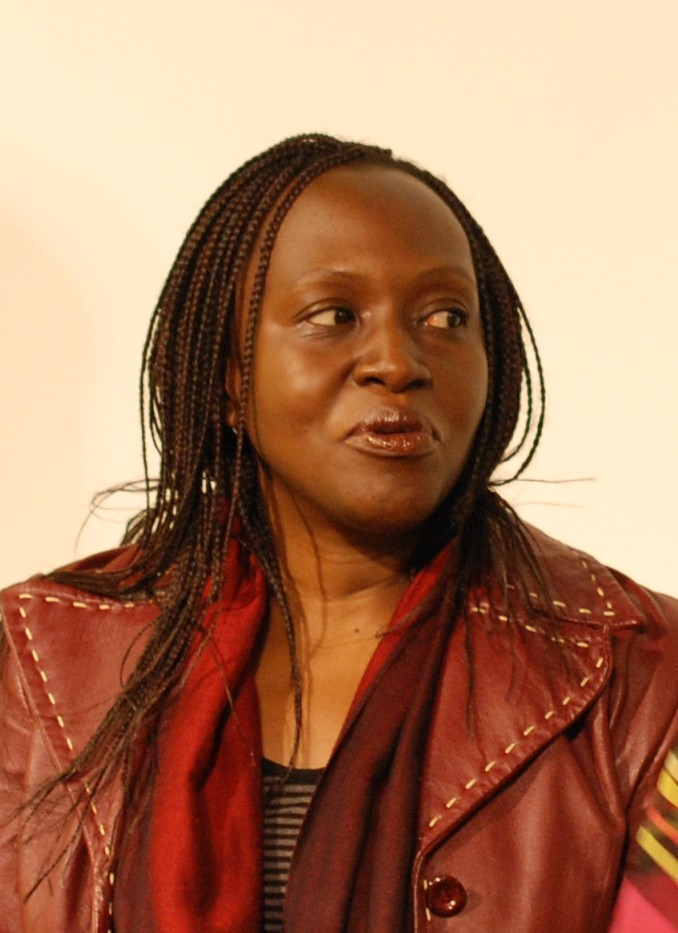
Doreen Baingana

- Doreen Baingana, conteuse, éditrice.
- Bake Robert Tumuhaise (en), romancier.
- Evangeline Barongo, écrivain pour enfant.
- Violet Barungi, (1943-), romancière, éditrice.
- Mildred Barya, poète.
- Jackee Budesta Batanda, journaliste, conteuse, romancière.
- Austin Bukenya (en) (1944–), poète, théoricien de la littérature, acteur et dramaturge[1],[2],[3].
- Busingye Kabumba (en), (1982-), avocat, poète.
- Bwesigye bwa Mwesigire (en), (1987-) avocat, poète, conteur
- Ernest Bazanye (en), journaliste, blogueur.

## D-K

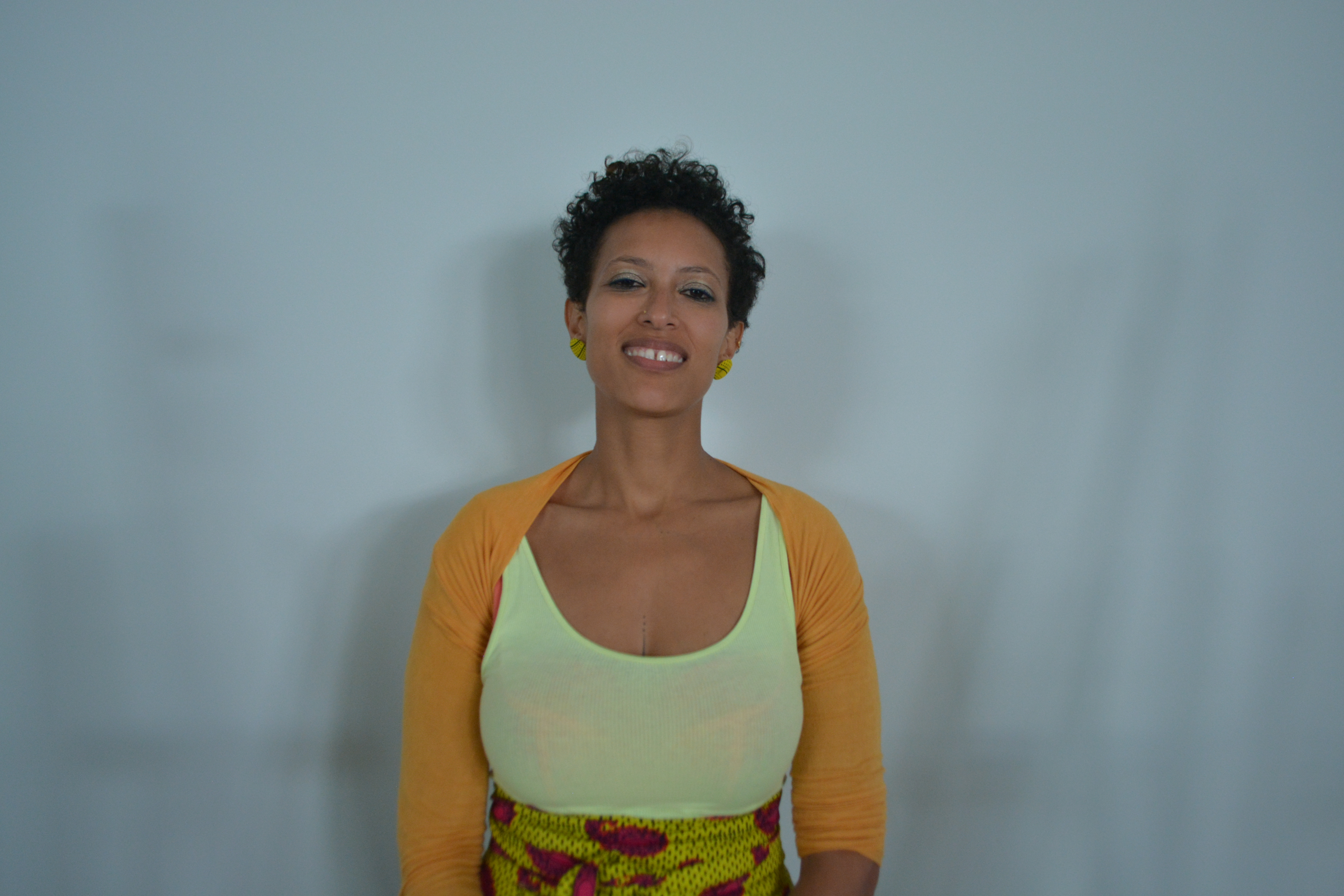
Jessica Horn

- Dilman Dila (en) (1977–), romancier, conteur, cinéaste.
- Angella Emurwon, dramaturge
- Arthur Gakwandi (en) (1943-), romancier, conteur, diplomate.
- Jessica Horn (en) (1979-), poète, militante féministe,
- Ife Piankhi (en), poète
- Moses Isegawa (1963–), romancier[3]
- Kabubi Herman (en), poète
- Kagayi Peter (en), poète
- Keturah Kamugasa (en), journaliste
- James Kityo Ssemanda, poète, romancier
- Catherine Samali Kavuma (en) (1960–), romancière.
- China Keitetsi (1967–), écrivain autobiographe.
- Susan Kiguli, poète.
- Barbara Kimenye (1929–2012), écrivain pour enfant[3],[2].
- Wycliffe Kiyingi (en) (1929–2014), dramaturge.
- Henry Kyemba (1939–), politicien.
- Goretti Kyomuhendo, romancière (1965-)

## L-M
- Beatrice Lamwaka, conteuse
- Bonnie Lubega (en) (1929–), romancier, écrivain pour enfant[3],[2]
- Lubwa p'Chong (en) (1946–1997), dramaturge[2]
- Jennifer Makumbi, poète, romancière, conteuse
- Irshad Manji (1968–), auteur, journaliste, militante.
- Mahmood Mamdani (1933–), écrivain et commentateur politique.
- Patrick Mangeni (en), poète et dramaturge.
- Mulumba Ivan Matthias (en) (1987–), poète, conteur, romancier.
- Charles Mayiga (en) (1962–), avocat et premier-ministre du Buganda (2013-)
- Rose Mbowa (1943-1999), femme de lettres et féministe.
- Jane Musoke-Nteyafas (c.1976–), poète.
- Muteesa II (1924–1969), Kabaka de Buganda (en)
- Christopher Henry Muwanga Barlow (en) (1929–2006), poète.

## N-O

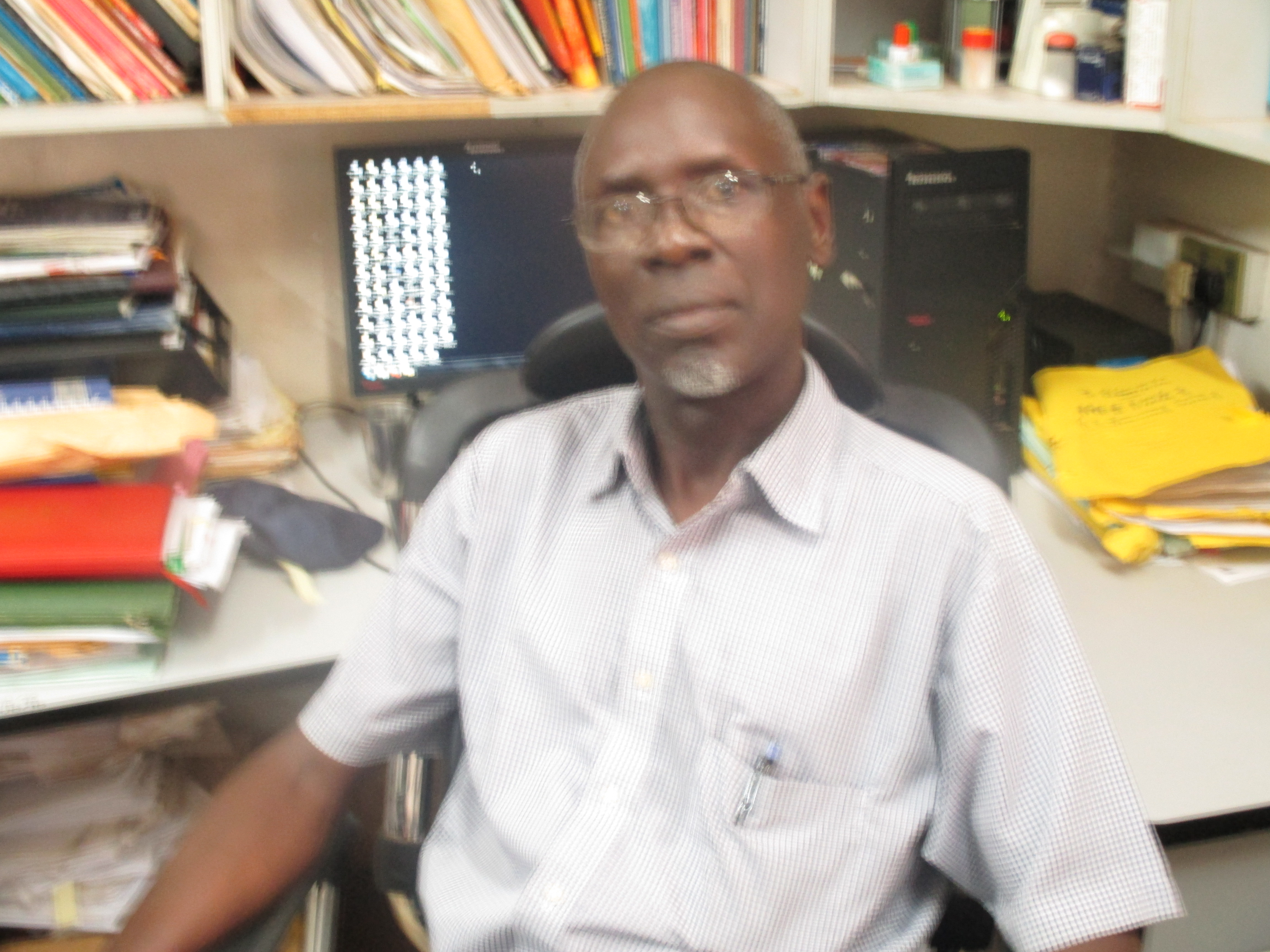
Julius Ocwinyo

- John Nagenda (en) (1938–), écrivain et conseiller présidentiel[2].
- Nakisanze Segawa (en), poète.
- Beverley Nambozo (en), poète, conteur.
- Glaydah Namukasa, romancière.
- Peter Nazareth (en) (1940–), romancier, dramaturge, poète et critique[3],[2].
- Rajat Neogy (en) (1938–1995), écrivain et éditeur[3].
- Jason Ntaro (en), poète.
- Richard Carl Ntiru (en) (1946–), poète[3],[2].
- Michael B. Nsimbi (en) (1910–1994), écrivain en Luganda.
- Nyana Kakoma (en), conteuse, blogueuse.
- Julius Ocwinyo (en) (1961–), éditeur, poète et romancier.
- James Munange Ogoola (en) (1945-), poète, juge.
- Okello Oculi (en) (1942–), romancier, poète[2].
- Okot p'Bitek (1931–1982), poète[3],[2].
- Mary Karooro Okurut (1954-), romancière, femme politique.
- Charles Onyango-Obbo (en) (1958-), journaliste.

## S-Z
- Andrew Rugasira (en), auteur, homme d'affaires.

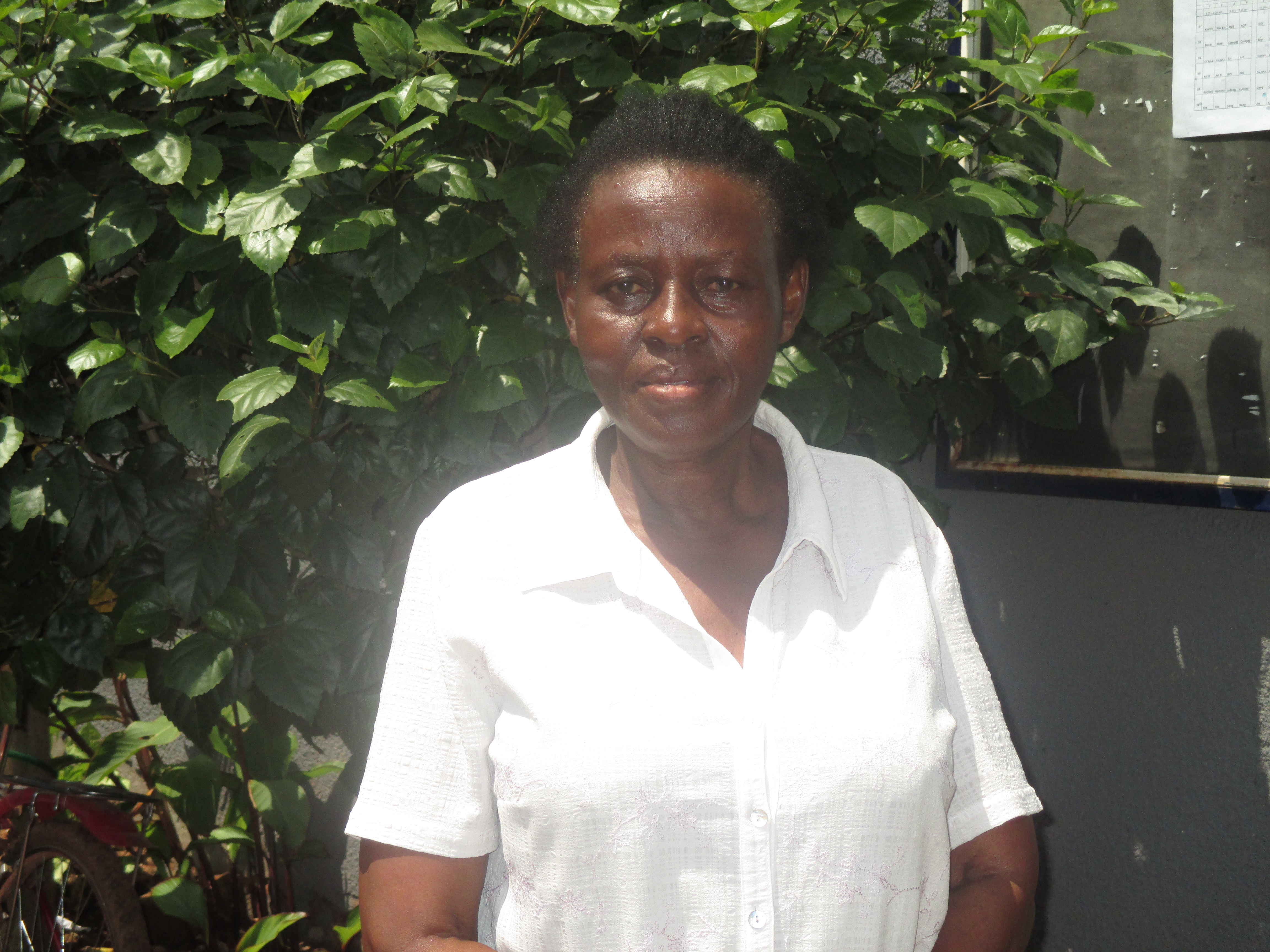
Rose Rwakasisi

- Rose Rwakasisi (1945-), écrivain pour enfant, conteuse.
- Eneriko Seruma (en) (1944–), poète, romancier et conteur[3],[2].
- Robert Serumaga (en) (1939–1980), dramaturge, romancier[3],[2].
- Taban Lo Liyong (1939–), poète et critique, né au Soudan[3],[2].
- Bahadur Tejani (en) (1942–), poète, critique littéraire, né au Kenya[3] [Killam & Rowe].
- Lillian Tindyebwa (en), romancier, conteur.
- Tumusiime Rushedge (en) (1941-2008), romancier, dessinateur, chirurgien.
- Nick Twinamatsiko (en), ingénieur, romancier, poète.
- Hilda Twongyeirwe, éditrice, poète, conteuse.
- Ayeta Anne Wangusa (1971-), activiste, romancier, conteur.
- Timothy Wangusa (1942–)[3],[2].
- Yoweri Museveni (1944-), politique, président de l'Ouganda.
- Samuel Iga Zinunula (en), poète.
- Elvania Namukwaya Zirimu (en) (1938–1979)[3].
- Pio Zirimu (en), linguiste et théoricien de la littérature [3].

## Source de la traduction
- (en) Cet article est partiellement ou en totalité issu de l’article de Wikipédia en anglais intitulé « List of Ugandan writers » (voir la liste des auteurs).